# Dragutin Lerman
Pour les articles homonymes, voir Lerman.
Dragutin Lerman (Драгутин Лерман) (24 août 1863 - 12 juillet 1918) était un explorateur croate.

## Biographie
Il est né à Požega, royaume de Slavonie, mais il quitta rapidement sa région natale. Il a été un membre de l'expédition de Henry Morton Stanley (1882) au Congo et l'un des hommes de confiance de Stanley (« Le Croate est énergique, prudent, hautement spirituel... »).
Plus tard, il fut le confident du roi Léopold II de Belgique et le représentant du gouvernement belge au Congo. Sa première exploration dura de 1882 à 1885, la seconde de 1888 à 1890, et la troisième de 1892 et 1894. La quatrième dura six mois en 1896. Durant un voyage à travers le Congo en 1882, il découvrit des importantes chutes d'eau sur la rivière Kouilou (rivière Kouilou-Niari) (ou Kwil), et il les nomma chutes Zrinski, en hommage à sa famille (Nikola Zrinski et Petar Zrinski de Medjimurje).
Son journal a été diffusé à travers deux livres. Le premier publié en 1891 sous le titre Dnevnik iz Afrike, a été imprimé par son ami de Požega Julije Kempf (en), qui était régulièrement informé par Lerman au cours de  son exploration. Le second a été publié en 1894 avec comme titre Novi dnevnik iz Afrike. 
Dragutin Lerman a inspiré deux explorateurs (Mirko et Stjepan Seljan) qui ont cartographié l'Afrique et l'Amérique du Sud au tournant du XXe siècle.
Une grande partie de la collection que Dragutin Lerman a rapportée chez lui en provenance du Congo, 493 artéfacts, a été donnée au musée ethnographique de Zagreb et elle fait partie de l'exposition permanente depuis. Son journal original est conservé dans les archives de l'Académie croate des sciences et des arts.